# Brachiaria lata
Brachiaria lata är en gräsart som först beskrevs av Heinrich Christian Friedrich Schumacher, och fick sitt nu gällande namn av Charles Edward Hubbard. Brachiaria lata ingår i släktet Brachiaria och familjen gräs. Utöver nominatformen finns också underarten B. l. caboverdiana.